# John N. Williamson

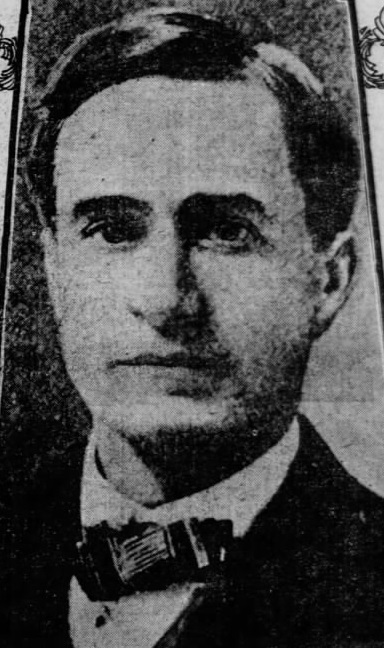
John N. Williamson

John Newton Williamson (* 8. November 1855 in Junction City, Lane County, Oregon; † 29. August 1943 in Prineville, Oregon) war ein US-amerikanischer Politiker (Republikanische Partei). Zwischen 1903 und 1907 vertrat er den zweiten Wahlbezirk des Bundesstaates Oregon im US-Repräsentantenhaus.

## Werdegang
John Williamson besuchte die öffentlichen Schulen seiner Heimat und danach die Willamette University in Salem. Nach einem Umzug nach Prineville beschäftigte er sich mit der Viehzucht. Zwischen 1886 und 1888 war Williamson auch Sheriff im Crook County.
Zwischen 1888 und 1898 war Williamson Abgeordneter im Repräsentantenhaus von Oregon; von 1900 bis 1902 gehörte er dem Staatssenat an. Im Jahr 1902 wurde er in das US-Repräsentantenhaus gewählt, wo er am 4. März 1903 Malcolm A. Moody ablöste. Nach einer Wiederwahl im Jahr 1904 konnte er bis zum 3. März 1907 zwei Legislaturperioden im Kongress absolvieren. 1906 lehnte er eine erneute Kandidatur ab. Das hing auch mit seiner Verurteilung im Jahr 1905 wegen Beteiligung am Oregon Land Fraud Scandal zusammen. Im Jahr 1908 wurde dieses Urteil vom Supreme Court der Vereinigten Staaten wieder aufgehoben.
Nach dem Ende seiner Zeit im Kongress wurde Williamson wieder in der Landwirtschaft, und hier besonders in der Viehzucht, tätig. Zwischen 1922 und 1934 war er Posthalter in Prineville. Danach zog er sich endgültig aus dem öffentlichen Dienst zurück. Er starb im August 1943. Er war mit Sarah Forrest verheiratet, mit der er drei Kinder hatte.